# نایگ
نایگ یک روستا در ایران است که در شهرستان بشرویه واقع شده‌است. نایگ ۱۴ نفر جمعیت دارد.